# Церковь Иоанна Богослова (Мостовой)
Церковь Иоанна Богослова ― православный храм в хуторе Мостовой Усть-Донецкого района Ростовской области. Относится к Усть-Донецкому благочинию Волгодонской епархии. Построен в 1915 году.

## История
15 апреля в хуторе Мостовом было освящено место под будущий Храм Иоанна Богослова. Казаками станицы на постройку церкви предварительно было собрано 40 500 рублей. В 1914 году на здание церкви были водружены кресты. 9 октября следующего года церковь была освящена и официально приписана к Раздорскому благочинию. Работы по внутренней отделки продолжались ещё несколько десятилетий и были завершены лишь в 1946 году.
В 1930 году сельским советом Мостового было вынесено решение о закрытии церкви, которое было враждебно встречено местными жителями. Хотя властям и удалось поначалу закрыть церковь, но вскоре она была открыта вновь. Тем временем в 1938 году священник храма Николай Степанович Попов был арестован НКВД и приговорён к расстрелу с конфискацией имущества. В годы Второй мировой войны и немецкой оккупации церковь продолжала функционировать.
После окончания войны фронтовик и художник Иван Семенович Лагутин занимался росписью стен. В мае 1947 года, закончив свою работу, он скончался от последствий ранения.
В 1963 году, во время антирелигиозной кампании Никиты Хрущёва храм был закрыт, колокола сброшены, иконостас сломан и сожжён. Тем не менее местным жителям удалось сохранить часть реликвий у себя в домах. Здание церкви власти приспособили под зернохранилище, а потом и под склад химикатов. После пожара церковь забросили.
В 1970 году жители хутора Мостового и близлежащих станиц направили письмо к писателю Михаилу Шолохову с просьбой о помощи в «исправлении ошибки» властей и содействии открытию храма.
«Церковь наша не мешает ни колхозным строениям, ни проезжей части дороги… храм во имя Иоанна Богослова по проекту типовой, кирпичный, является лучшим украшением наших хуторов и сел, является святыней народа и живым памятником русской истории. Поэтому мы, верующие христиане, оставшиеся сиротами без крова, нам очень обидно и больно до слез, что наш Красавица Храм во имя Иоанна Богослова закрыт и пустует, ремонт, который предстоит сделать храму, жители этих хуторов обязуются сделать своими силами и средствами, утварь и принадлежность храма — все в сохранности»
Однако Шолохов, даже подключив к делу А. В. Калинина, оказался бессилен.
В 2000-х годах церковь начала восстанавливаться. На деньги, собранные с пожертвований хуторян, железом были покрыты купола, восстановлена колокольня, проведён ремонт внутри здания. В 2013 году храм был открыт для верующих вновь. Работы по благоустройству продолжаются, храм также оказывает помощь малоимущим семьям.